# Giuseppe a Marca
Giuseppe a Marca (* 27. Juli 1799 in Soazza; † 6. Juli 1866 in San Vittore GR) war ein Schweizer Politiker, Richter, Bündner Grossrat, Mitglied des Kleinen Rats sowie Landrichter des Grauen Bundes.

## Biografie
Giuseppe Vittore war Sohn des Clemente Maria a Marca. Er heiratete 1832 zunächst Orsola geborene a Marca, Tochter des Giovanni Antonio, eine Cousine ersten Grades. Nach deren Tod heiratete er 1857 ihre Schwester Francesca. Er studierte bei Privatlehrern in Mesocco, dann an der Kantonsschule in Chur und Rechtswissenschaft in Freiburg im Breisgau. Nach dem Tod seines Vaters (1819) kehrte er ins Misox zurück. Als Jurist war er Richter von 1849 bis 1860 am Kreisgericht von Mesocco, von 1843 bis 1845 und von 1846 bia 1848 am kantonalen Strafgericht sowie von 1852 bis 1854 am Kantonsgericht.
Für die Konservative Partei war er Abgeordneter im Bündner Grossen Rat von 1823 bis 1853. Er war 1834, 1839 und 1843 Mitglied des Kleinen Rats sowie Landrichter des Grauen Bundes. Von 1849 bis 1851 nahm er im Ständerat Einsitz und von 1862 bis 1865 war er Mitglied des Verwaltungsrats der Tessiner Kantonalbank.